# Société des établissements de plein air du Québec
La Société des établissements de plein air du Québec (Sépaq) est une société d'État du gouvernement du Québec assurant la gestion et la conservation de vingt-quatre parcs nationaux, de treize réserves fauniques, d'une partie de l'île d'Anticosti et de huit établissements touristiques à travers le territoire. Son siège social est situé dans la ville de Québec.

## Histoire
C'est en 1895 que commence l'aventure des parcs dans la province avec la création du parc de la Montagne-Tremblante (aujourd'hui le parc national du Mont-Tremblant). À cette époque, la désignation « parc » visait à assurer une exploitation durable des ressources forestières et fauniques plutôt qu'une protection totale du territoire. L'année suivante, le parc des Laurentides est à son tour créé (qui deviendra en 1981 la réserve faunique des Laurentides, le parc de la Jacques-Cartier et le parc des Grands-Jardins) et ce n'est qu'en 1937 qu'un troisième parc est désigné, soit le parc de la Gaspésie.
Jusqu'à la fin des années 1970, certains autres territoires se voient attribuer la désignation de parc, comme en 1950, le parc de La Vérendrye (qui deviendra une réserve faunique en 1979). Mais le parc du Mont-Orford, créé en 1938, est le premier à être voué à la conservation intégrale du milieu naturel.
Le gouvernement du Québec se dote en 1977 de la Loi sur les parcs lui donnant le pouvoir d'établir des parcs de conservation et de récréation où l'exploitation des ressources (à l'exception de la pêche) est interdite. Les premiers parcs confirmés sous cette nouvelle loi sont le parc du Mont-Orford en 1979 et les parcs du Mont-Tremblant, de la Gaspésie, de la Jacques-Cartier et des Grands-Jardins en 1981. Tous les parcs du réseau actuel ont par la suite progressivement été créés sous cette loi.
En 1999, le gouvernement a confié à la Sépaq le mandat d'assumer la gestion des activités et des services des parcs situés au sud du 50e parallèle en vue de les protéger et de les mettre en valeur dans la perspective d'un réseau de calibre international.
Puis en 2001, la Loi sur les parcs est modifiée afin de remplacer les notions de parc de conservation et de récréation par la désignation de parc national répondant aux critères internationaux établis par l'Union internationale pour la conservation de la nature (UICN).
L'histoire ne s'arrête pas ici puisque le gouvernement du Québec travaille actuellement à la création de nombreux parcs qui seront principalement situés au nord du 50e parallèle. Le parc national des Pingualuit, créé en 2004, en est le premier exemple.
En 2020, en raison de la Pandémie de Covid-19 au Québec, les parcs de la Sépaq connaissent un achalandage record, avec une augmentation estivale de 14 % par rapport à la même période en 2019.
À l'occasion de la formation du second gouvernement du premier ministre François Legault, la responsabilité de la Sépaq est transférée au ministère de l'Éducation, vu la création d'un poste de ministre responsable du Sport, du Loisir et du Plein air, rattaché à ce ministère et occupé par Isabelle Charest. Traditionnellement, la société d'État était plutôt sous la responsabilité du ministère de l'Environnement, du ministère des Forêts ou du ministère des Ressources naturelles.

## Réseau
Le réseau géré par la Sépaq se divise en trois grandes catégories, soit les établissements touristiques, les parcs nationaux et les réserves fauniques.

### Établissements touristiques
En tout, il y a 8 établissements touristiques au Québec. Ils ont comme mission de préserver et de mettre en valeur certaines richesses patrimoniales et équipements touristiques qui sont confiés par le gouvernement. Les établissements doivent respecter les principes de développement durable et avoir des opérations et services respectueux de la qualité de l'environnement.

### Parcs nationaux
La Sépaq gère vingt-quatre des vingt-neuf parcs nationaux du Québec. Ils ont comme mission de protéger les patrimoines naturels et culturels mais aussi de les rendre accessible au public.
En 2021, l’auberge de Port-Menier de Sépaq-Anticosti a été très populaire auprès des Québécois autant pour les séjours de villégiature que pour la chasse au cerf Menier.

### Réserves fauniques
La Sépaq gère treize des vingt-et-une réserves fauniques du Québec. Les réserves fauniques visent à conserver et mettre en valeur la faune. Ils contrôlent aussi la chasse, la pêche et le piégeage dans ces territoires.